# Smeltblazen

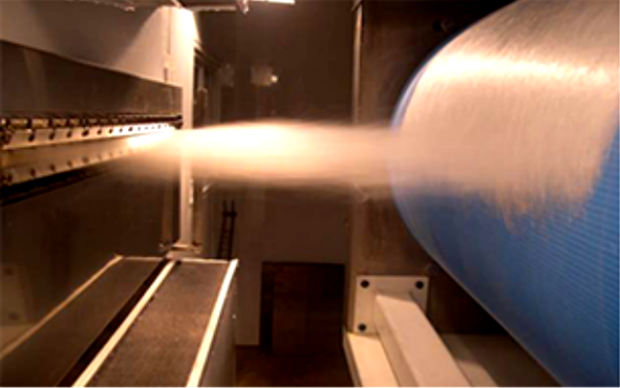
Het smeltblazen proces

Smeltblazen (Engels: Melt blowing) is een veelzijdige fabricagemethode van micro- en nanovezels. In een extrusieproces persen spuitmonden gesmolten polymeer tot lange, dunne draden. Een forse stroom hete lucht langs de spuitmonden breekt de draden en blaast ze naar een collectorband. De aselect gedeponeerde vezels of draadjes vormen een continue laag met een non-woven structuur, toepasbaar voor filtratie, absorberend materiaal, hygiëneproducten en textiel.
Het productieproces is eenvoudig en doelmatig en heeft geen oplosmiddelen nodig. Door het kiezen van een geschikte combinatie van polymeer en optimale reologische en oppervlakte-eigenschappen, zijn zeer dunne smeltgeblazen vezels te maken, tot een gemiddelde diameter van 36 nanometer.

## Geschiedenis
Gedurende vulkanische activiteit kan er vezelig materiaal ontstaan wanneer er een harde wind door het uitgestoten en gesmolten basaltische magma blaast. Dit vezelige materiaal wordt dan ook wel haar van Pele genoemd, naar Pele, de Hawaïaanse godin van vulkanen en vuur. Hetzelfde verschijnsel gaat op voor het smeltblazen van polymeren. Het eerste onderzoek aan smeltblazen werd in 1951 door de marine van de VS uitgevoerd, met het doel om filtermateriaal in handen te krijgen om  radioactieve deeltjes in de hoge atmosfeer te kunnen verzamelen. Het onderzoek aan smeltblazen werd voortgezet door Exxon in midden jaren 1960. Exxon demonstreerde in de vroege jaren 1970 de eerste machine voor smeltblazen met een hoge productiesnelheid, geschikt voor het maken van non-woven doek van microscopisch dunne draden. Anno 2018 produceerde China 40 % van de non-woven stof in de wereld, grotendeels in de provincie Hebei.

## Polymeren
Voor smeltblazen zijn thermoplastische polymeren toepasbaar. De belangrijkste soorten voor het smeltblazen zijn:
- Polypropeen
- Polystyreen
- Thermoplastische polyesters
- Polyurethaan
- Polyamiden (nylons)
- Polyetheen
- Polycarbonaat

## Fabricage van smeltgeblazen non-woven doek

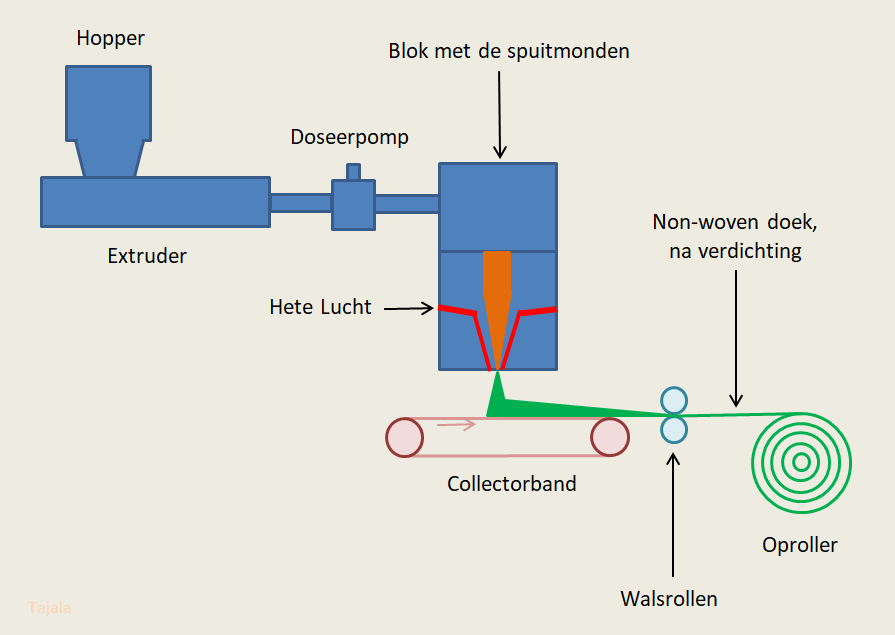
Fabricage van smeltgeblazen non-woven doek. Een hopper is een vultrechter.

Bijgaande afbeelding geeft het proces schematisch weer. Polymeergranulaat wordt gesmolten en geëxtrudeerd. Een doseerpomp brengt de smelt over naar spuitmonden, die er lange, dunne draden van maken. Deze draden worden haaks langs toevoerkanalen voor hete lucht gespoten, zodat de luchtstroom de draden in fibrillatie (onregelmatige trilling) brengt. Daardoor rekken ze, worden ze dunner en breken ze in stukken van tien tot twintig centimeter. De fragmenten vallen kriskras op een lopende band of roterende trommel. Het transportvlak is poreus en eronder zit een zuiginstallatie, zodat de onderdruk het materiaal op zijn plaats houdt. Daarmee is het non-woven doek gevormd. Dit doek wordt met walsrollen verdicht en vervolgens opgerold.
Een veel voorkomende spuitmonddiameter is 0,4 millimeter. Afhankelijk van de soort polymeer wordt de temperatuur van de smelt geregeld op 215 tot 340 °C om de gewenste viscositeit te bereiken. Een te lage temperatuur levert vezels met verdikkingen, een te hoge temperatuur geeft een zacht en pluizig weefsel met veel breuken. De diameter van de meeste draadjes in het non-woven doek bedraagt zo’n 2 tot 4 micrometer (µm), maar daarnaast zullen ook veel dikkere en dunnere voorkomen, van 0,1 µm tot wel 15 µm.
De typische luchttemperatuur is 230 tot 360 °C, bij een stroomsnelheid in de orde van 2,2 meter per seconde.

## Toepassingen
De hoofdtoepassingen van non-woven smeltgeblazen doek zijn als volgt.

### Filtratie
Non-woven smeltgeblazen doek is poreus. Aldus kan men er vloeistoffen en gassen mee filtreren. De toepassingen daarvan zijn onder andere water-behandeling, chirurgisch mondmasker, N95-masker en luchtbehandelingsfilters.

### Absorberende materialen
Het type absorptie hier betreft de absorptie van vloeistoffen door vaste stoffen. Non-woven materialen kunnen verscheidene keren hun eigen gewicht aan vloeistof opnemen. Zo is non-woven polypropeen doek zeer geschikt voor het opnemen van gemorste olie.

### Hygiëne producten
De hoge absorptiecapaciteit van smeltgeblazen non-woven doek wordt ook benut bij wegwerpluiers, maandverband en incontinentiemateriaal.

### Kleding
Smeltgeblazen non-woven doek heeft drie eigenschappen die het geschikt maken voor beschermende kleding: warmte-isolatie, vochtbestendigheid en een relatief lage ademweerstand.